# Marilyn Neufvilleová
Marilyn Neufvilleová (* 16. listopadu 1952) je bývalá atletka, sprinterka.
Narodila se na Jamajce, v osmi letech se přestěhovala do Velké Británie. V březnu 1970 se stala halovou mistryní Evropy v běhu na 400 metrů ve světovém halovém rekordu 53,0. Od léta téhož roku reprezentovala Jamajku. V červenci 1970 vytvořila světový rekord v běhu na 400 metrů časem 51,02. V následující sezóně ukončila svoji kariéru.